# تپه شیرخان ۲
تپه شیرخان ۲ مربوط به دوران‌های تاریخی پس از اسلام است و در شهرستان کرمانشاه، روستای شیرخان واقع شده و این اثر در تاریخ ۷ مهر ۱۳۸۱ با شمارهٔ ثبت ۶۴۵۷ به‌عنوان یکی از آثار ملی ایران به ثبت رسیده است.